# Lonomia columbiana
Lonomia columbiana es una especie de polilla de la familia Saturniidae, que se encuentra en Colombia, Costa Rica, Ecuador y Panamá.